# Sydney Imbeau
Sydney Imbeau (Vernon, 1º maggio 1996) è un'attrice canadese.

## Biografia e carriera
Sydney Imbeau nasce e cresce a Vernon, nella Columbia Britannica, dove vive insieme ai genitori Todd e Cathie. Ha due sorelle maggiori e un fratello più piccolo. Frequenta la Vernon Secondary School ed è rappresentata dalla Wheeler Management, una divisione della Carrie Wheeler Entertainment Group Inc.
All'età di nove anni viene convinta dalla sorella Allison, maggiore di due anni, a presentarsi insieme a un evento di ricerca talenti in un hotel di Vancouver: Imbeau, così come la sorella, viene contattata da un agente e, dopo molte audizioni fallite, ottiene il suo primo ruolo in una pubblicità di Holly Hobbie un anno dopo. Durante i due giorni di riprese viene assunta anche per la pubblicità delle borse refrigeranti della Zip-lock e, in seguito, partecipa alle pubblicità di Barbie, Polly Pocket, Dannon Yogurt e Littlest Pet Shop, arrivando, al 2011, a un totale di ventisette. Passa alla recitazione nel 2009, ottenendo il suo primo ruolo come guest star nella serie televisiva di The CW Supernatural, nella quale interpreta Claire Novak, una bambina posseduta dall'angelo Castiel; l'anno seguente ha una piccola parte in Sansone.
A gennaio 2011, oltre a interpretare Kaycee in Io & Marley 2 - Il terribile, ottiene il ruolo di Maddy Cooper, la protagonista della sitcom Miss Reality, le cui riprese si tengono a Toronto. La serie viene rinnovata a giugno per una seconda stagione. Il 26 agosto partecipa al Big Ticket Summer Concert organizzato a Toronto dal canale televisivo Family Channel; si unisce inoltre alla campagna contro il bullismo Stand Up!, dove collabora con altre personalità dello spettacolo per incidere l'inno Stand Up! Make Some Noise. Il 1º gennaio 2013, insieme a Kiana Madeira, presenta la classifica dei migliori episodi del 2012 delle serie televisive trasmesse da ABC Family, votati sul sito ufficiale del canale nel corso di dicembre.

## Filmografia
- Supernatural – serie TV, episodio 4x20 (2009)
- Sansone (Marmaduke), regia di Tom Dey (2010) – non accreditata
- Io & Marley 2 - Il terribile (Marley & Me: The Puppy Years), regia di Michael Damian (2011)
- My Favorite Moments – cortometraggio (2011) – se stessa
- Miss Reality (Really Me) – serie TV, 26 episodi (2011-2012)
- Abby Hatcher – serie animata, episodio 1x02 (2019) – voce

## Doppiatrici italiane
Nelle versioni in italiano dei suoi film, Sydney Imbeau è stata doppiata da:
- Ludovica De Caro in Io & Marley 2 - Il terribile.
- Joy Saltarelli in Miss Reality.